# زيون (إلينوي)
زيون (بالإنجليزية: Zion)‏ هي مدينة تقع في الولايات المتحدة في إلينوي. يقدر عدد سكانها بـ 24,413 نسمة .

## التركيبة السكانية
حدّد مكتب تعداد الولايات المتحدة بيانات التركيبة السكانية لزيون في تعداد الولايات المتحدة. في ما يلي، التركيبة السكانية حسب تعدادي 2000 و2010.

### تعداد عام 2000
بلغ عدد سكان زيون 22,866 نسمة بحسب تعداد عام 2000، وبلغ عدد الأسر 7,552 أسرة وعدد العائلات 5,562 عائلة مقيمة في المدينة. في حين سجلت الكثافة السكانية 902 نسمة لكل كيلومتر مربع (2,336.2/ميل2). وبلغ عدد الوحدات السكنية 8,036 وحدة بمتوسط كثافة قدره 317 لكل كيلومتر مربع (821.0/ميل2).
وتوزع التركيب العرقي للمدينة بنسبة 58.76% من البيض و27.10% من الأمريكيين الأفارقة و0.38% من الأمريكيين الأصليين و1.87% من الأمريكيين ذوي الأصول الآسيوية و0.07% من سكان جزر المحيط الهادئ و7.80% من الأعراق الأخرى و4.02% من عرقين مختلطين أو أكثر و15.25% من الهسبانيون أو اللاتينيون من أي عرق.
بلغ عدد الأسر 7,552 أسرة كانت نسبة 48.9% منها لديها أطفال تحت سن الثامنة عشر تعيش معهم، وبلغت نسبة الأزواج القاطنين مع بعضهم البعض 48.9% من أصل المجموع الكلي للأسر، ونسبة 20% من الأسر كان لديها معيلات من الإناث دون وجود شريك،  بينما كانت نسبة 4.7% من الأسر لديها معيلون من الذكور دون وجود شريكة وكانت نسبة 26.4% من غير العائلات. تألفت نسبة 21.6% من أصل جميع الأسر من عدة أفراد يعيشون في نفس المنزل ونسبة 6.3% كانت تتألف من شخص يعيش بمفرده يبلغ من العمر 65 عاماً أو أكثر. وبلغ متوسط حجم الأسرة المعيشية 2.96، أما متوسط حجم العائلات فبلغ 3.44.
بلغ العمر الوسطي للسكان 30.1 عاماً. وكانت نسبة 33.2% من القاطنين تحت سن الثامنة عشر، وكانت نسبة 9.5% بين الثامنة عشر والرابعة والعشرين عاماً، ونسبة 31.1% كانت واقعةً في الفئة العمرية ما بين الخامسة والعشرين والرابعة والأربعين عاماً، ونسبة 16.9% كانت ما بين الخامسة والأربعين والرابعة والستين، ونسبة 6.9% كانت ضمن فئة الخامسة والستين عاماً فما فوق. يوجد لكل 100 أنثى 94.7 ذكر، ويوجد لكل 100 أنثى في الثامنة عشر من عمرها فما فوق 88.4 ذكر.
بلغ متوسط دخل الأسرة في المدينة 45,723 دولارًا، أما متوسط دخل العائلة فبلغ 50,378 دولارًا. وكان متوسط دخل الذكور 37,455 دولارًا مقابل 27,563 دولارًا للإناث. وسجل دخل الفرد الخاص بالمدينة 17,730 دولارًا. وكانت نسبة 10.1% من العائلات ونسبة 11.9% من السكان تحت خط الفقر، وكان من هؤلاء نسبة 15.7% تحت سن الثامنة عشر ونسبة 7.7% في الخامسة والستين من العمر وما فوق.

### تعداد عام 2010
بلغ عدد سكان زيون 24,413 نسمة بحسب تعداد عام 2010، وبلغ عدد الأسر 8,034 أسرة وعدد العائلات 5,823 عائلة مقيمة في المدينة. في حين سجلت الكثافة السكانية 963 نسمة لكل كيلومتر مربع (2,494.2/ميل2). وبلغ عدد الوحدات السكنية 9,062 وحدة بمتوسط كثافة قدره 357.5 لكل كيلومتر مربع (925.9/ميل2).
وتوزع التركيب العرقي للمدينة بنسبة 48.90% من البيض و30.99% من الأمريكيين الأفارقة و0.44% من الأمريكيين الأصليين و2.31% من الأمريكيين ذوي الأصول الآسيوية و0.06% من سكان جزر المحيط الهادئ و12.31% من الأعراق الأخرى و4.99% من عرقين مختلطين أو أكثر و27.68% من الهسبانيون أو اللاتينيون من أي عرق.
بلغ عدد الأسر 8,034 أسرة كانت نسبة 45.9% منها لديها أطفال تحت سن الثامنة عشر تعيش معهم، وبلغت نسبة الأزواج القاطنين مع بعضهم البعض 45.5% من أصل المجموع الكلي للأسر، ونسبة 20.6% من الأسر كان لديها معيلات من الإناث دون وجود شريك،  بينما كانت نسبة 6.3% من الأسر لديها معيلون من الذكور دون وجود شريكة وكانت نسبة 27.5% من غير العائلات. تألفت نسبة 23.3% من أصل جميع الأسر من عدة أفراد يعيشون في نفس المنزل ونسبة 7.1% كانت تتألف من شخص يعيش بمفرده يبلغ من العمر 65 عاماً أو أكثر. وبلغ متوسط حجم الأسرة المعيشية 2.98، أما متوسط حجم العائلات فبلغ 3.54.
بلغ العمر الوسطي للسكان 31.5 عاماً. وكانت نسبة 31.3% من القاطنين تحت سن الثامنة عشر، وكانت نسبة 9.7% بين الثامنة عشر والرابعة والعشرين عاماً، ونسبة 27.5% كانت واقعةً في الفئة العمرية ما بين الخامسة والعشرين والرابعة والأربعين عاماً، ونسبة 22.7% كانت ما بين الخامسة والأربعين والرابعة والستين، ونسبة 8.7% كانت ضمن فئة الخامسة والستين عاماً فما فوق. وتوزع التركيب الجنسي للسكان بنسبة 47.8% ذكور و52.2% إناث.

## أعلام
- غاري كولمان
- باول إريكسون
- ريتشارد بول
- جون هاموند
- لورانس بروك